# Синагога (Кам'янка-Бузька)
Синагога міста Кам'янка-Бузька була зруйнована під час Другої світової війни (1941). Після війни не відновлена.
Була вона прямокутною в плані, з пізніше прибудованим передсінням, галереєю та ґанком з чотирма колонами з різьбленим капітелем. Дах мансардного типу. Інтер'єр: фрески у вигляді величезних молитовних таблиць та орнаментів, бронзові свічники.